# أحمد بن أبي الفتح الحكمي
 احْمَد بن ابى الْفَتْح الحكمي الملقب بـ شهَاب الدَّين  نزيل مكة الشيخ الإمام رفيع الشأن، كان من كبراء العلماء ذا مهابة وجلالة، وكان من أرباب الأحوال ذكر مبدأ أمره في رسالة له سماها نسمات الأسحار في ذكر بعض أولياء الله الأخيار، وذكر مشايخه الذين تلقى عنهم بأرض اليمن ومنتهى سنده إلى الحكمي والبجلي أصحاب عواجة، وعواجة بلدة بأرض اليمن بلد الحكمي والبجلي. والف لَهُ فتح الرِّضَا فِي نشر الْعلم والاهتدا فِي الإجازة لتلميذه حفيد ابْن حجر. 

## مشايخه
- الصديق بن محمد الشهير بالبلاط.
- الشيخ أحمد ابن المقبول الأسدي المشهور بأبي الفضائل.
- الشيخ عثمان بن السهل المشهور بالأقرع
- الشيخ الأمين بن أبي القاسم شافع.
- الشيخ محمد بن عبد القادر الحلوي.
- الشيخ محمد بن يعقوب النمازي.
- الشيخ شيخين بن أبي الفتح الحكمي.
- الشيخ عبد القادر بن أحمد الحكمي المشهور بأبي الرسائل.

```
أخذ عن الشيخ عبد القادر بن أحمد الحكمي الطريق، وتلقن عنه ورده من القرآن وبإشارة منه قال: وقال لي يا أحمد اقرأ من القرآن كل يوم سبع القرآن بتقديم السين على الباء، وقال لي: يا أحمد، لاتترك هذا السبع من القرآن كل يوم إلا لعذر يبيح ترك الجمعة والجماعة، ولاتترك التهجد في القرآن في جوف الليل إلا لعذر، وقال: أنا ملازم لذلك ولله الحمد والمنة.
```

قرأ عليه في علم التصوف كتاب الرسالة للشيخ أبي القاسم القشيري، وأذن له أن يرويها عنه بروايته لها عن شيخه وجده الشيخ أحمد بن أبي الفتح الحكمي، وهو يرويها عن والده أبي الفتح بن الصديق، وهو عن شيخه وجده الشيخ الكبير العارف بالله تعالى سيدي الشيخ علي بن أبي بكر الحكمي، وهو يرويها عن شيخه وجده الكبير عمر بن عمر الحكمي، ولقبه زخم الدارين، وهو عن شيخه وجده الشيخ محمد بن أبي بكر الحكمي صاحب عواجة، وهذا منتهى سند الشهاب صاحب الترجمة لرواية الرسالة، ويروي العلوم من طريق الشيخ عبد الله بن أسعد اليافعي اليمني نزيل مكة، وهي التفسير والحديث والفقه والأصلان والنحو والصرف والقراءات عن المشايخ السبعة المقدم ذكرهم بسندهم إلى أحمد بن موسى العجيل، والشيخ إسماعيل بن محمد الحضرمي، وهما يرويان عن الحكمي والبجلي أصحاب عواجة، قال: وقد جمعني الخضر على هؤلاء المشايخ الخمسة يقظة وهم الشيخ عبد الله بن أسعد اليافعي، والشيخ أحمد بن موسى العجيل، والشيخ إسماعيل بن محمد الحضرمي، والشيخ محمد بن أبي بكر الحكمي، والشيخ محمد بن حسين البجلي أصحاب عواجة، وقال لي : تقدم واقرأ على شيخك وجدك الشيخ محمد بن أبي بكر الحكمي، فقال لي الشيخ : هلم إلي، فجلست بين يديه، فقال لي :اقرأ، فإذا الكتاب الذي في يدي كتاب الرسالة لأبي القاسم القشيري، فقرأت عليه الكتاب المذكور في مجلس واحد من أوله إلى آخره، هذا ماذكره في رسالته، قال الشلي في ترجمته: أخذ عنه كثيرون منهم شيخنا علي بن الجمال الأنصاري المكي وشيخنا عبد الله بن سعيد باقشير، وبالجملة فكان من الضنائن المخدرين أهل الدلال المحبوبين، وكان يميل بالطبع إلى السماع، وينخلع إذا سمع عن بشريته المحكومة للطباع، ويظهر منه حالات رضية لمن له بالحواس السليمة إدراك.  

## وفاته
وروى: أنه رحل من مكة لزيارة الحضرة المحمدية صلى الله عليه وسلم في الرابع عشر من رجب سنة أربع وأربعين وألف، وقدم المدينة فمرض في اليوم السابع والعشرين منه، وتوفي بالمدينة في التاسع والعشرين من رجب، ودفن في يومه ببقيع الغرقد، وهو في سن الخمسين.